# 櫻井良太
櫻井良太（日语：／ Sakurai Ryota，1983年3月13日—）是日本男子籃球運動員，出生于三重縣桑名市。主打小前鋒的位置，現擔任B.LEAGUELevanga北海道總經理。

## 人物
櫻井良太擁有不同於一般日本選手的優異身體素質，並具備與其身高不相稱的卓越運球與控球能力，以及寬廣的視野。他防守能力強、運動量充沛，長年以來在攻防兩端支撐著Levanga北海道。他擅長主動切入（Drive），並善於誘導對手犯規，藉此獲得罰球機會，且擁有高命中率的罰球表現。
在爭搶地板球時展現出無比的拼勁與積極性，其充滿鬥志的比賽風格深受球迷喜愛。他的代表性技術是「製造進攻犯規」（Take charge），也就是站在對方進攻路線上，博得進攻犯規。由於這種拚命型的比賽風格，他也經常受到傷病困擾。
他曾是日本男子籃球A代表隊成員，也曾入選李相佰盃日本代表。家庭成員為父母與一位姐姐。姐姐桃子曾效力於豐田紡織野兔女子籃球隊。

## 職業生涯
在小學三年級時，隨著日本職業足球聯賽的成立，他加入了當時就讀的小學的足球俱樂部。然而，由於剛開始的孩子無法上場練習，他覺得並不有趣，於是他在三個月後便放棄了足球。之後，他的姐姐告訴他，因為鄰近的小學的籃球隊人數較少，很快就能參加比賽，這讓他開始接觸籃球。
他進入長島中學後，雖然男子籃球隊在地區比賽中經常在第一輪被淘汰，但女子籃球隊卻能打進全國四強。在和女子隊練習的過程中，他激發了自己想讓男子隊變強的願望，最終，男子隊也進入了縣內四強。他還參加了都道府縣對抗少年籃球賽，並與一些選手並肩作戰。這些選手後來邀請他加入三重縣立四日市工業高等學校，並和他談論一起強化三重縣籃球的計劃，三重縣協會的人也希望他能繼續在本縣發展籃球。他也接到了來自外地高中的邀請，最初他的心情偏向選擇外地學校，但最終他決定選擇四日市工業高中的邀請。
然而，他當初邀請他去的老師在他入學的那一年調職到其他學校，而當時的助理教練水谷幸司成為了主教練，並在接下來的三年間教導他籃球。
2006年，選入了為了在日本舉行的2006年世界籃球錦標賽而組建的日本A代表隊。
2013年，選入了NBL全明星賽。
2024年6月11日，宣佈他將擔任Levanga北海道的總經理，並且他曾經穿過的背號11號將被永久退役。

## 外部連結
- 櫻井良太在fiba.basketball（英语）
- 櫻井良太在archive.fiba.com（存檔）（英语）
- 櫻井良太在B.LEAGUE官網（日语）
- 櫻井良太在Eurobasket.com（球員）（英语）
- 櫻井良太在Proballers（英语）
- 櫻井良太在RealGM（球員）（英语）